# Dyersburg
Dyersburg – miasto w Stanach Zjednoczonych, w stanie Tennessee, w hrabstwie Dyer.